# Dans l'enfer des sables
Pour plus de détails, voir Fiche technique et Distribution.
Dans l'enfer des sables (titre original : Uccidete Rommel) est un film de guerre italien réalisé par Alfonso Brescia et sorti en 1969.

## Synopsis
Pendant la Seconde Guerre mondiale un commando anglais est chargé de tuer le feld-maréchal Rommel qui dirige l'Afrika Korps en Afrique du nord. Arrivés à l'aéroport de El Daba où est censé être le feld-maréchal, il constatent que celui-ci est déjà parti et doivent désormais regagner leurs lignes poursuivis par les soldats allemands...

## Fiche technique
- Titre original : italien : Uccidete Rommel
- Réalisation : Alfonso Brescia (crédité comme Al Bradley)
- Sujet et scénario : Enzo Gicca Palli
- Maison de production : Capricorno Transcontinental Pictures - Florida Film
- Photographie : Franco Villa
- Montage : Emilio Lopez
- Effets spéciaux : Paolo Ricci
- Musique : Lallo Gori
- Scénographie : Cesare Monello
- Maquillage : Manrico Spagnoli
- Genre : film de guerre
- Durée : 99 min
- Pays : Italie
- Année de sortie : 1969
- Date de sortie en salle en France : 1er mars 1973[1]

## Distribution
- Anton Diffring : capitaine anglais Richard Wool
- Ugo Adinolfi : sergent italien Leccese
- Carl Parker : lieutenant américain John Morris
- Renato Romano : sergent Atwell
- John Bartha : colonel américain Braddock
- Edoardo Toniolo : un officier anglais
- Aldo Bonamano : un officier allemand
- Walter Maestosi : lieutenant Madison
- Pamela Tudor : Marjorie, ancienne épouse de Wool
- Thea Fleming : petite amie de Madison
- Giuseppe Castellano : soldat anglais

## Autour du film
- Pour la première et unique fois, l'acteur allemand Anton Diffring joue le rôle d'un officier britannique, sortant de son rôle habituel d'officier allemand.
- La société de production du film, pour le tournage dans le désert égyptien, a loué les voitures militaires de l’armée égyptienne déjà dans le désert pour les manœuvres d'entrainement contre les Forces terrestres israéliennes, en particulier la jeep russe GAZ-69 et le blindé léger égyptien Kader Walid.
- Le scénario du film a été inspiré par les opérations de guerre dans le désert de l'unité spéciale SAS.